# Heidi Pelttari
Heidi Marianne Pelttari (Tampere, 2 agosto 1985) è una hockeista su ghiaccio finlandese.

## Palmarès

### Olimpiadi
- Bronzo a Vancouver 2010.